# 中村信子
中村 信子（なかむら のぶこ、1922年 - 2022年5月10日）は、ベトナムのラジオ放送局の元アナウンサー。1975年4月30日、ベトナム戦争を共産主義勢力の勝利で終結させたサイゴン陥落を世界に伝えた。

## 略歴
長崎県佐世保市生まれ。太平洋戦争終結直後の1945年10月、九州大学農学部に留学中だったベトナム人農学博士、ルオン・ディン・クアと出会い結婚した。第1次インドシナ戦争中の1952年に北ベトナムへ移住した。1963年からハノイのラジオ局「ベトナムの声」で日本語放送のアナウンサーを務め、1975年4月30日には北ベトナム軍と南ベトナム解放民族戦線の進軍に伴い「サイゴン市は完全に解放されました」とサイゴン陥落を伝えた。同年12月に夫が55歳で病死して以降もベトナムで暮らし続けた。5人の子供のうち3人は、夫と同じ農業関連の仕事に就いている。
2022年5月10日、ホーチミンの病院で老衰のため死去した。没年99。

## 著書
- 「ハノイから吹く風 サイゴン陥落を伝えた日本女性」（中村信子著、2010年8月1日、株式会社共同通信社、ISBN 978-4764104631）